# Aktienbank
Die Aktienbank ist im Bankwesen eine Bank, die in der Rechtsform einer Aktiengesellschaft (AG), Europäischen Gesellschaft (SE) oder Kommanditgesellschaft auf Aktien (KGaA) betrieben wird.

## Allgemeines
Die Rechtsform für Kreditinstitute allgemein ist für Deutschland in § 2b KWG vorgeschrieben, wonach alle Rechtsformen außer der des Einzelkaufmanns zugelassen sind. Aktienbanken werden meist in der Rechtsform der AG betrieben. Ihr Grundkapital ist in Aktien aufgeteilt, die an der Wertpapierbörse gehandelt werden.

## Geschichte
Die erste deutsche Aktienbank entstand im Rahmen eines Rechtsformwechsels des bereits seit 1791 bestehenden A. Schaaffhausen’schen Bankvereins in eine Aktiengesellschaft. Im Rahmen der politischen und wirtschaftlichen Krise der Märzrevolution sah sich die Bank im März 1848 mit einem schweren Liquiditätsengpass insbesondere als Folge von zu lebhafter Immobilienspekulation konfrontiert. Dadurch gerieten die Spareinlagen vieler Kunden in Gefahr, so dass die Bank am 29. März 1848 ihre Zahlungen einstellte. Zur Rettung der Bank trugen andere Bankiers unter Führung von Gustav von Mevissen bei. Die preußische Regierung genehmigte erstmals eine Bank in Form einer Aktiengesellschaft: die Aktiengesellschaft A. Schaaffhausen’schen Bankverein zu Köln, die am 28. August 1848 als AG gegründet wurde. Im April 1853 entstand in Darmstadt die Bank für Handel und Industrie als Tochtergesellschaft der französischen Crédit Mobilier.
Unter den Zettelbanken befanden sich beispielsweise die 1856 gegründete Danziger Privat-Actien-Bank, es folgte 1857 die Provinzial-Aktienbank in Posen; als Hypothekenbank fungierten unter anderem die Pommersche Hypotheken-Aktienbank in Köslin (1867) oder die Schlesische Bodenkredit-Aktienbank (Breslau; 1871). Im Februar 1870 entstand die Commerzbank, bereits im März 1870 folgte die Deutsche Bank, im November 1872 die Dresdner Bank. Diese drei Universalbanken entwickelten sich bereits während der Gründerzeit zu Großbanken, die mit ihrer Marktmacht den Bankenmarkt beherrschten.
Die erste Aktienbank in Österreich war die Oesterreichische Nationalbank, die im Juli 1816 als Zentralbank des Kaisertums gegründet wurde. Ihre Aktien wurden ab Juli 1819 an der Wiener Börse gehandelt, die damals zu den wichtigsten Finanzplätzen Europas zählte. Einer ihrer berühmtesten Aktionäre war Ludwig van Beethoven. Eine weitere bedeutende Aktienbank in Österreich war die Creditanstalt-Bankverein, die im Oktober 1855 von Salomon Meyer Freiherr von Rothschild gegründet wurde. Die Rothschilds waren eine mächtige Bankiersfamilie, die einen großen Einfluss auf die europäische Politik und Wirtschaft hatte. Die Creditanstalt wurde zur größten Bank der Donaumonarchie und überstand mehrere Finanzkrisen.
Im Juli 1856 wurde die Schweizerische Kreditanstalt (heute: Credit Suisse) als Aktienbank gegründet. Sie geriet in eine Unternehmenskrise und wurde von der im April 1862 gegründeten Aktienbank UBS mit Unterstützung der Schweizerischen Nationalbank im März 2023 übernommen.

## International
Die weltweit größten Aktienbanken, gemessen an der Marktkapitalisierung, sind aus folgender Liste ersichtlich:
| Bank                                    | Staat                  | Marktkapitalisierung in Mrd. US-Dollar |
| --------------------------------------- | ---------------------- | -------------------------------------- |
| JPMorgan Chase                          | Vereinigte Staaten     | 379,7                                  |
| Bank of America                         | Vereinigte Staaten     | 226,4                                  |
| Industrial and Commercial Bank of China | Volksrepublik China    | 221,8                                  |
| China Construction Bank                 | Volksrepublik China    | 164,4                                  |
| Agricultural Bank of China              | Volksrepublik China    | 156,6                                  |
| Morgan Stanley                          | Vereinigte Staaten     | 144,8                                  |
| Wells Fargo                             | Vereinigte Staaten     | 144,2                                  |
| HSBC                                    | Vereinigtes Königreich | 136,9                                  |

Die chinesischen Banken sind allesamt keine echten Aktienbanken, sondern formal Zentral Verwaltetes Unternehmen, stehen aber im Wettbewerb mit Aktienbanken.

## Wirtschaftliche Aspekte
Bei der Unternehmensgründung wird die Aktienbank ausgewählt, wenn eine bestimmte Bankengröße erreicht werden soll, die zu einer Großbank hinführt. Messgröße für die Bankengröße ist die Bilanzsumme oder das Geschäftsvolumen. Über die Emission von Aktien kann im Regelfall mehr Kapital aufgebracht werden als aus dem Privatvermögen der Gründer. Eine Betriebsgröße, bei der die Kostensenkungen erschöpft sind und die Kostendegression ihre Untergrenze erreicht hat, wird als mindestoptimale Betriebsgröße (englisch minimum optimal scale) bezeichnet. Wird diese Betriebsgröße nicht erreicht, produziert die Bank im Verhältnis zu den Konkurrenten zu teuer, um dauerhaft auf dem Bankenmarkt bestehen zu können. Eine Betriebsgröße ist dann kostenoptimal, wenn durch sie Gewinnmaximierung erreicht werden kann. Unter optimaler Betriebsgröße ist diejenige Bankengröße zu verstehen, bei der unter den gegebenen wirtschaftlichen Bedingungen die Bankproduktion zu den niedrigsten Stückkosten erfolgt. Graphisch muss die Stückkostenkurve im Schnittpunkt der Grenzkostenkurve (dem Betriebsoptimum) ihren Tiefpunkt durchlaufen. Nach dem Gesetz der Massenproduktion wird der – in Kreditinstituten besonders hohe – Fixkostenanteil bei zunehmender Kapazitätsauslastung pro Stück kleiner, es entstehen Größenvorteile. Wird durch die Erhöhung der Kapazität eine Kostensenkung erreicht, spricht man von Economies of Scale (statische Skaleneffekte). Größendegression tritt ein, wenn die Stückkosten mit wachsenden Betriebsgrößen abnehmen (Kostenvorteile), bis die optimale Betriebsgröße erreicht ist.
Aktienbanken sind börsennotierte Unternehmen und kapitalmarktorientierte Kapitalgesellschaften, welche die internationalen Rechnungslegungsstandards des IFRS bei der Bilanzierung beachten müssen, sofern sich ihr Geschäftssitz in den EU-Mitgliedstaaten oder in Nordamerika befindet. Sie erhalten Ratings der Ratingagenturen, so dass sich eine Ratingänderung unmittelbar auf die Höhe der Refinanzierungskosten auswirkt. In Deutschland müssen Aktienbanken zusätzlich die Vorschriften des Aktiengesetzes (AktG) beachten. Aktienbanken sind meist als Universalbanken tätig, bieten also alle Bankgeschäfte und Finanzprodukte allen Kundengruppen an. Einige Aktienbanken betreiben auch Investmentbanking; liegt hierin ihr Schwerpunkt, heißen sie Investmentbanken.
Bei ihrer Unternehmenspolitik haben Aktienbanken insbesondere den Shareholder Value zu berücksichtigen, der sich unter anderem durch Aktienrendite, Dividendenrendite oder Kurs-Gewinn-Verhältnis ausdrückt. Das besonders im Fokus der Bankenaufsicht stehende Eigenkapital der Aktienbanken ist ausschließlich von der Marktentwicklung an der Wertpapierbörse abhängig, so dass für Kapitalerhöhungen eine besondere Timing-Strategie erforderlich ist.